# Cyanogymnomma coerulea
Cyanogymnomma coerulea là một loài ruồi trong họ Tachinidae.